# Tepuka Vili Vili

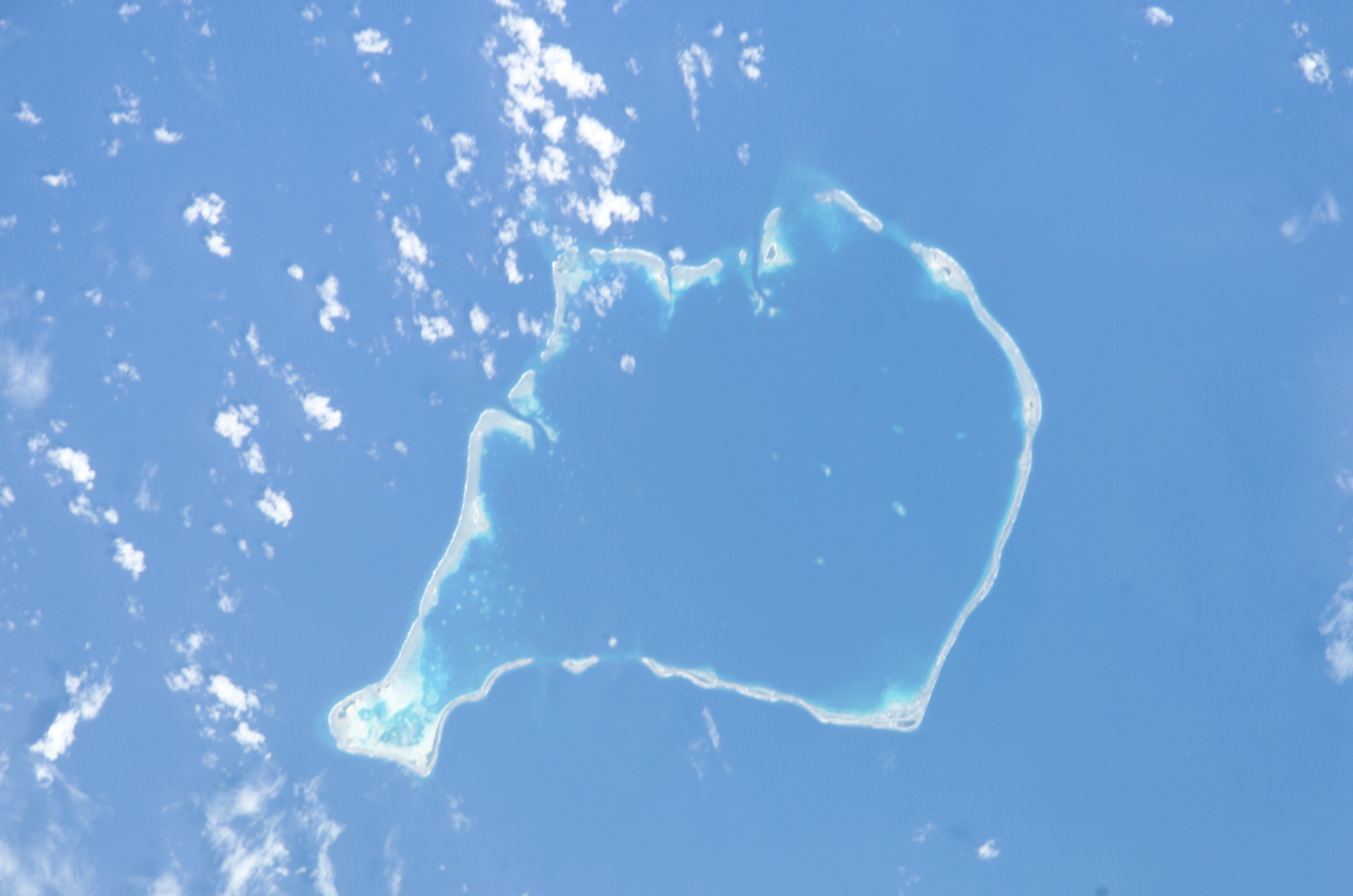
Imagens de satélite

Tepuka Vili Vili é uma ilha do atol de Funafuti, do país de Tuvalu.